# Türfallenöffnung

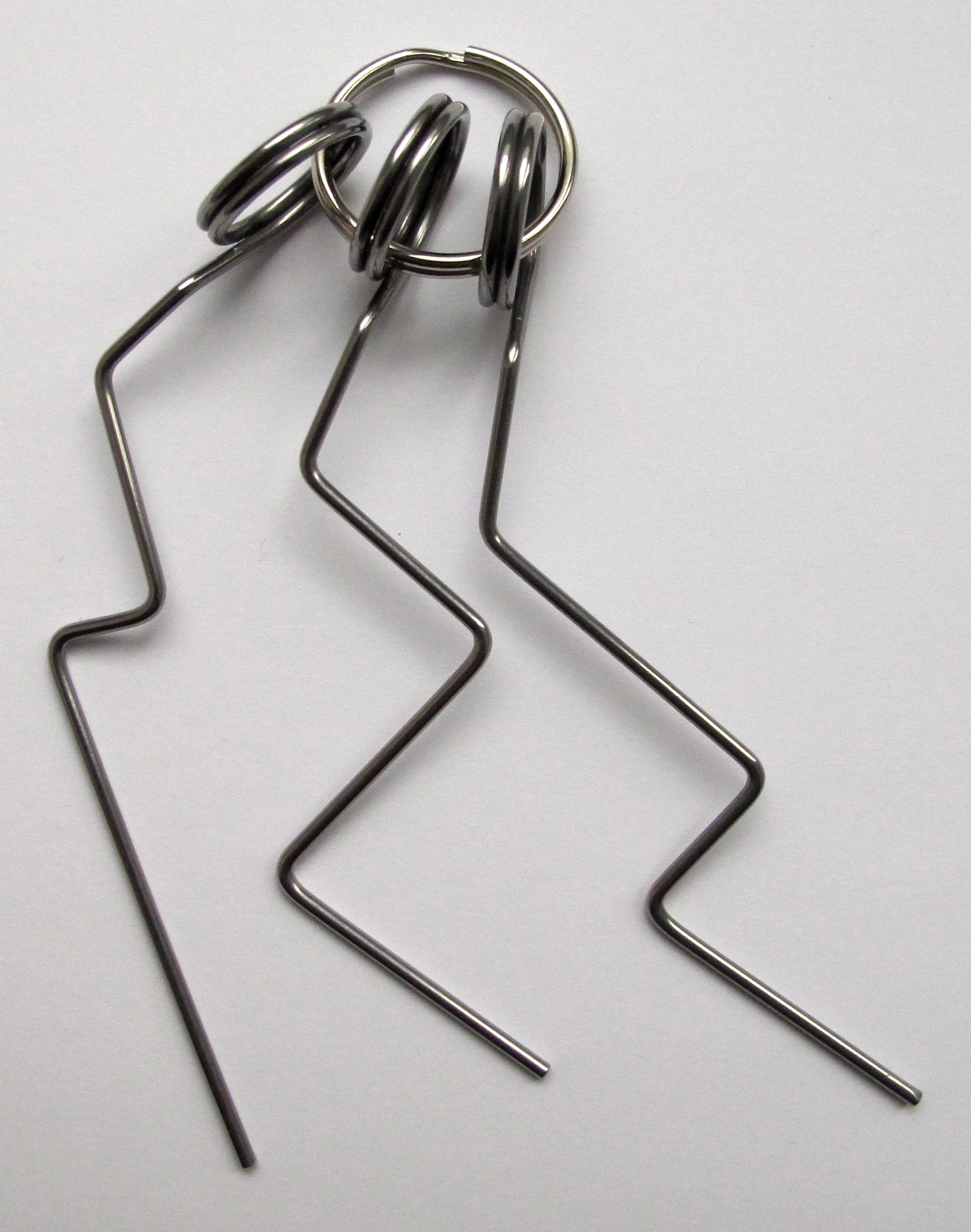
Verschiedenartige Öffnungsnadeln auf einem Schlüsselring

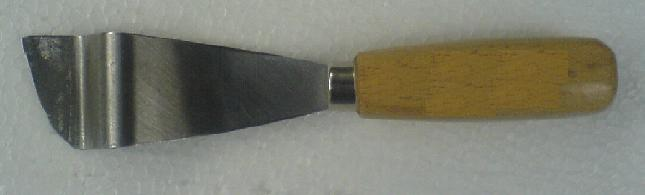
Eine Türspachtel

Unter der Türfallenöffnung, auch als Türöffnung bezeichnet, wird der im Regelfall zerstörungsfreie Öffnungsvorgang geschlossener, aber nicht abgesperrter Türen ohne Schlüssel verstanden. Dies betrifft insbesondere jene Türen, welche von der zu öffnenden Seite aus keine Türschnalle, sondern nur über einen festen Türknauf verfügen, wie beispielsweise die Außenseite von Wohnungstüren oder Haustüren. Geschlossene Türen werden durch die Schlossfalle, üblicherweise ausgeführt als eine Schrägfalle, im geschlossenen Zustand gehalten.
Da es sich bei diesem Anwendungsbereich um nicht abgesperrte Türen handelt, kommen dabei keine Öffnungsmethoden, wie das zerstörungsfreie Lockpicking oder zerstörende Methoden wie das Auffräsen des Zylinderschlosses zum Einsatz.
Als Werkzeug für die Öffnung dient der Fallendraht, auch als Öffnungsnadel bezeichnet, oder auch Adaptionen davon wie die Türspachtel oder Türfallengleiter. Je nach konkreter Gestaltung des Türblattes und der Türzarge, wie Dicke, Material und Einfach- oder Mehrfachfalz, sind die Öffnungswerkzeuge verschiedenartig geformt und so an die jeweilige Türblattform angepasst. Der einfache Fallendraht besteht aus einem ca. 1,5 mm dicken Federstahldraht, welcher einfach oder mehrfach gebogen und unter Umständen am Ende mit einem Griff für die leichtere Anwendung versehen ist. Die Türspachtel oder Türfallenblatt besteht aus einem Stahlblatt mit entsprechenden Biegungen und einer Abschrägung im vorderen Arbeitsbereich. Daneben existieren noch mehr oder wenige einfache Behelfsmittel wie Türfallen-Öffnungskarten aus Kunststoff, welche nicht im Voraus gebogen sind, sondern deren Material sich der jeweiligen Türblattform anpasst und die nur eine geringe Standzeit aufweisen. Die Türfallen-Öffnungskarte ist in der Praxis eine schonende Türfallenöffnung, weil dadurch im Regelfall durch das weiche Material der Karte keine Kratzer an der Türzarge oder Türblatt entstehen können. Im Extremfall sind diese einfachen Behelfsmittel nur für eine einmalige Anwendung ausgelegt.
Eine zugefallene Tür lässt sich mit diesen Werkzeugen und etwas Übung in kurzer Zeit öffnen. Dafür wird das Werkzeug wie der Fallendraht oder Türspachtel zwischen Türzarge und Türblatt durch leichtes Wegdrücken der Dichtung eingeführt und anschließend in Richtung der Türfalle gezogen. Bei der Türfalle angekommen, wird diese durch das Werkzeug zurückgeschoben und die Tür lässt sich öffnen.
Werkzeuge für die Türfallenöffnung zählen zu den Standardwerkzeugen von Schlüsseldiensten, um Personen, welche sich aus der eigenen Wohnung durch eine zugefallene Tür versehentlich ausgesperrt haben, den Zugang zu ermöglichen. Daneben dienen diese Methoden auch Hilfsorganisationen wie der Feuerwehr in Notfällen, da durch die vergleichsweise einfache Anwendung nicht abgesperrte Türen ohne Zerstörung geöffnet werden können. Da diese Methoden auch bei Einbrüchen angewendet werden, sollten Außentüren nicht nur durch die Türfalle geschlossen, sondern auch immer abgesperrt werden. Bei einer abgesperrten Türe ist die Anwendung der Türfallenöffnung grundsätzlich nicht mehr möglich, da sich der Absperrriegel nicht durch den Fallendraht zurückschieben lässt.
Einen Schutz gegen die Türfallenöffnung bieten Schlösser, welche eine sogenannte Fallensperre aufweisen. Dabei wird die Schlossfalle im Inneren des Schlosses mechanisch verriegelt sobald die Türe geschlossen wird, so dass sich die Schlossfalle nicht mehr zurückschieben lässt.